# 交友倶楽部
交友倶楽部（こうゆうくらぶ、旧字体：交󠄁友俱樂部）は、1912年（大正元年）12月24日 から1947年（昭和22年）5月2日に貴族院が廃止されるまで存在していた貴族院の院内会派。貴族院における政友会系の会派として活動した。
立憲政友会の第2次西園寺内閣を支持する勅選議員や多額納税議員の親睦団体であったが、1912年12月24日に院内交渉団体として届出を行って正式に発足した。結成時の幹事は勅選議員（奥田義人・岡野敬次郎・安楽兼道）・多額納税議員（佐藤友右衛門・森田庄兵衛・山下喜兵衛）ともに3名ずつ選出され、他に石渡敏一・杉田定一・水野錬太郎・江原素六・松岡康毅・室田義文らを合わせて25名が参加していた。立憲政友会の勢力拡大とともに会員を常時30名を超え、最盛期には47名を数えた。また、非政党内閣であっても立憲政友会の閣外協力を得ている場合には代わりに交友倶楽部所属の貴族院議員が入閣することがしばしば行われていた。